# Ilhas Diomedes
As ilhas Diomedes (em russo:  острова Диомида , ostrová Diomída), por vezes chamadas Diómedes ou Diômedes, são ilhas rochosas do tipo tuya (de origem vulcânica) localizadas no estreito de Bering. Pertencem à Rússia e aos Estados Unidos. O nome das ilhas foi dado pelo navegador Vitus Bering quando as redescobriu no dia de São Diomedes de Tarso, em 16 de agosto de 1728. Na Rússia, são também chamadas  de Ilhas Gvozdev (em russo:  острова Гвоздева, ostrová Gvozdjeva).
O conjunto é formado por duas ilhas, distanciadas apenas 4 km uma da outra: A ocidental é chamada de ilha de Ratmanov ou Diomedes Maior, e pertencente à Rússia, e a oriental, conhecida como Diomedes Menor, posse dos Estados Unidos.
- Diomedes Menor - ilha norte-americana  chamada em Inupiaq de Ignaluk (também chamada Ilha Krusenstern), próxima ao Alasca, tem área de 7,3 km² e tem 118 habitantes. É o ponto mais a Oeste dos EUA.
- Diomedes Maior - ilha russa também chamada ilha de Ratmanov Imaqliq, Inaliq,  Nunarbuk,  sendo parte do Okrug de Chukotka. Sua área é de 29 km² e o local é desabitado. É o ponto mais a leste da Rússia.

Por conta disso, as 2 ilhas servem como limite entre a Federação Russa e os Estados Unidos da América. Durante a Guerra Fria, este limite ficou conhecido como "Cortina de Gelo", por analogia com a "Cortina de Ferro" na Europa. Além disso, é exatamente no meio das 2 ilhas que passa a Linha Internacional de Data, no meridiano 168º 58' 37" W. Ou seja, mesmo que a distância entre as duas ilhas seja de apenas 4 Km, qualquer percurso entre elas gera uma diferença de 24 horas. Por causa disso, as ilhas são por vezes chamadas de "Ilha do Amanhã" (Diomedes Maior) e "Ilha do Ontem" (Diomedes Menor). Sobre essa "curiosidade", o romancista italiano Umberto Eco, escreveu o seguinte poema em seu romance "A Ilha do Dia Anterior":
A ilha Diomedes Menor é habitada há milênios pelos nativos, e hoje há um povoamento esquimó, chamado cidade de Diomede, no oeste desta ilha, com aproximadamente 140 pessoas e 30 edificações. Já na Diomedes Maior, a população foi evacuada durante o período soviético, mantendo-se atualmente apenas uma presença militar russa.

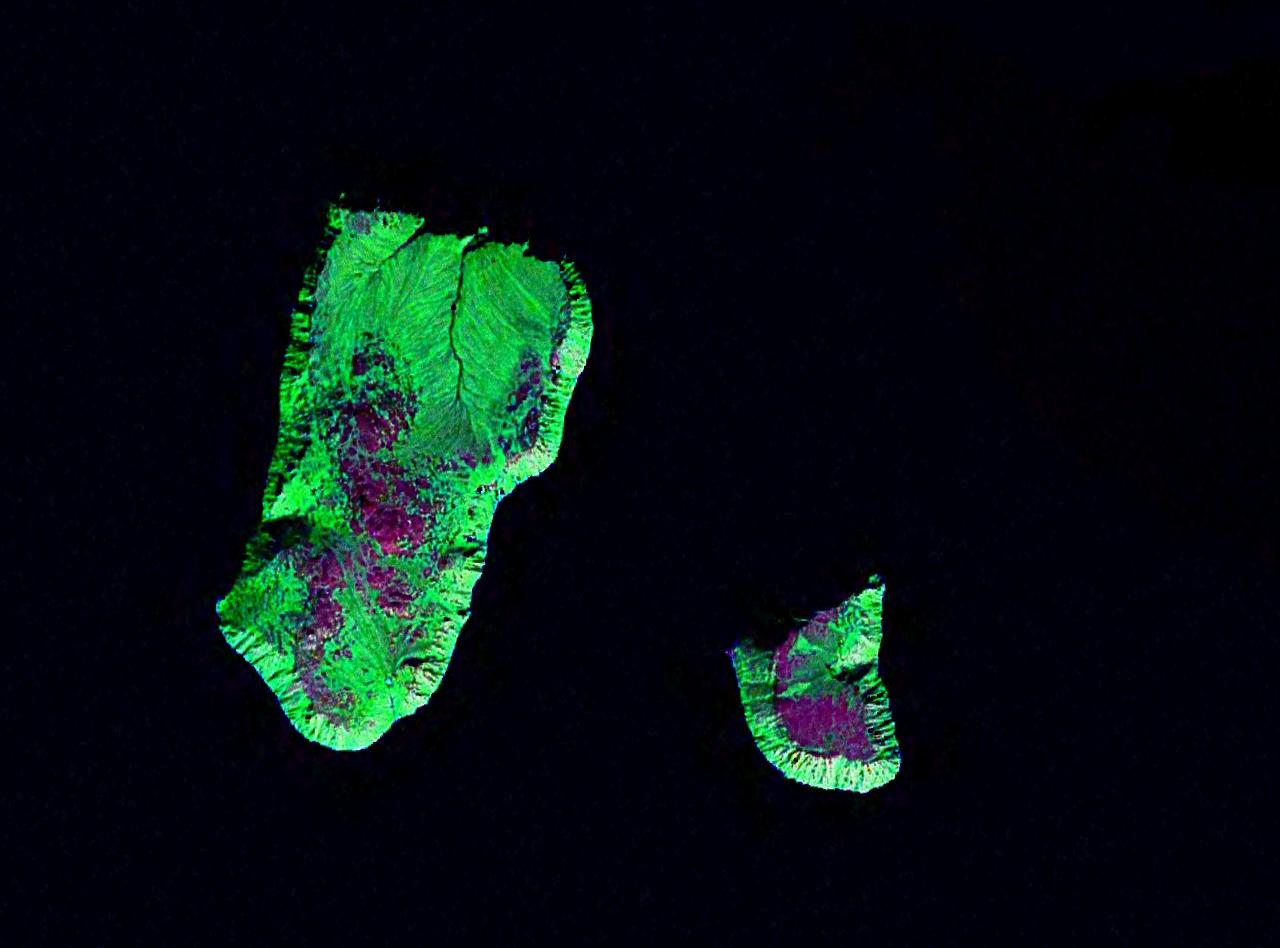
Imagem de satélite das ilhas Diomedes, em falsa cor

Há anos está proposto um projeto de construção de uma ponte intercontinental (dita Ponte Intercontinental da Paz) passando pelas ilhas Diomedes e que permitiria o trânsito entre o Alasca e o Extremo Oriente russo.

## Localização
As ilhas ficam no estreito de Bering entre o estado americano do Alasca a leste e a Sibéria russa a oeste, o mar de Chukchi ao norte e o mar de Bering ao sul. Ficam a cerca de 9,6 km do rochedo Fairway, não considerado com parte das Diomedes. São também chamadas de Ilha do Amanhã, a maior (ilha de Ratmanov), e a menor (Ilha Krusenstern) a Ilha de Ontem, a Diomedes Menor, pois a ilha maior (Rússia) está 24 horas  à frente da ilha menor (EUA) em termos de fusos horários.
No estreitíssimo braço de mar que as separa (com cerca de 3,8 km) passa a linha de fronteira entre as duas superpotências da Guerra Fria. Passa também a Linha Internacional de Data que fica a cerca de 2 km de cada ilha. Nessa latitude (65º 47’N), essa linha passa na longitude 168°58'37"W.
Esta particularidade tem várias consequências: No longo período invernal é possível atravessar a pé o mar gelado entre as ilhas, e além de mudar de país muda-se de data. A ilha Diomedes Maior é considerada o ponto extremo leste da Federação Russa.
Em 1987, durante a Guerra Fria, a nadadora de grandes distâncias Lynne Cox nadou no mar gélido e conseguiu unir as ilhas no sentido Estados Unidos - Rússia, após anos a pedir autorização às autoridades da então União Soviética. Ela cruzou a então chamada  “Cortina de Gelo” do Mar de Bering e foi saudada por Mikhail Gorbachev e Ronald Reagan.

## História
O primeiro europeu a chegar ao  estreito de Bering foi o explorador russo Semyon Dezhnev em 1648. Seus relatos  registraram duas ilhas cujos nativos usavam ornamentos nos lábios, mas não há certeza de que se tratasse desse grupo insular das Diomedes. Um navegante dinamarquês ao serviço da Rússia, Vitus Bering, efetivamente descobriu as ilhas em 16 de agosto de 1728, dia em que a Igreja Ortodoxa Russa festeja o dia de São Diomedes, daí tendo se originado o nome das ilhas. Em 1732 o geodesista russo Mikhail Gvozdev localizou as ilhas num mapa, daí vindo o outro nome.
O texto do tratado de 1867 que concluiu Compra do Alasca pelos Estados Unidos usou essas ilhas para marcar as fronteiras entre os dois países: a fronteira separa “de forma equidistante a ilha Krusenstern (Ignaluk) da ilha Ratmanov (Nunarbuk) e segue rumo ao norte até desaparecer completamente no oceano Ártico”.
No verão de 1995 o ator e apresentador de televisão britânico Michael Palin iniciou  sua circum-navegação no sentido anti-horário do Anel do Pacífico, passando por 18 países diferentes, nas Ilhas Diomedes, como parte da série da BBC “Full Circle (1997)”. Ele pretendia retornar às Diomedes o ao final de sua jornada. Porém, faltando ainda oito meses, não pode fazê-lo pois estaria retornando durante o inverno seguinte (com o Cúter da Guarda Costeira dos Estados Unidos USCGC Munro WHEC-724) e o mar ficou muito agitado para permitir que ele sua equipe de filmagem desembarcassem nessas ilhas.
A ilha Diomedes Grande foi tradicionalmente a mais oriental das massas terrestres situada a oeste da Linha Internacional da Data, e a primeira a comemorar o Ano Novo, no entanto, somente se considerada a hora solar local. Há uma grande área da Rússia oriental e a Nova Zelândia que estão no mesmo fuso horário. A Nova Zelândia tem o horário de verão no final de Dezembro, mas não a Rússia. Desde 1995, porém, Linha da Data se moveu para leste de Kiribati e, assim, a hora mais oriental deste país (GMT+14) é a primeira (mais cedo) do mundo.
A população nativa da Diomedes Grande foi transferida pelo governo da União Soviética e a ilha tem somente um mínima presença militar Russa. A Pequena Diomedes tem uma presença Inupiat de 140 a 170 pessoas. principalmente na cidade Diomede. Essa pequena vila tem uma escola e um armazém., Alguns inuítes, que ali habitam são famosos pelo seus trabalhos de esculturas em marfim. Transporte de pessoas, cargas e correios são por helicóptero, desde que o tempo o permita.
Os meios de comunicação social dos Estados Unidos mencionaram brevemente as ilhas Diomede na campanha presidencial dos Estados Unidos de 2008.

## ligações externas
- Imagens das ilhas
- Página da Diomedes Menor, com imagens
- Proposta de rodovia transglobal e subtúnel amero-asiático
- Imagens das ilhas
- Página de Michael Palin sobre as Diomedes